# Yoshinori Sembiki
Yoshinori Sembiki (født 5. januar 1964) er en tidligere japansk fodboldspiller og træner.
Han har spillet for flere forskellige klubber i sin karriere, herunder Yomiuri.
Han har tidligere trænet Sagan Tosu og New Wave Kitakyushu.